# Stenocranus dorsalis
Stenocranus dorsalis är en insektsart som först beskrevs av Fitch 1851.  Stenocranus dorsalis ingår i släktet Stenocranus och familjen sporrstritar. Inga underarter finns listade i Catalogue of Life.